# Фанула Папазоглу
Фанула Папазоглу (на сръбски: Фанула Папазоглу или Fanula Papazoglu; на гръцки: Φανούλα Παπάζογλου) е югославска историчка, академик в Сръбската академия на науките и изкуствата, деятелка на Югославската комунистическа партия.

## Биография
Папазоглу е родена в 1917 година в Битоля в арумънско гъркоманско семейство. Завършва средно образование в родния си град в 1936 година и до 1941 година учи класическа филология и история във Философския факултет на Белградския университет. Сред преподавателите ѝ е археологът Никола Вулич, който събужда интерес у нея към епиграфията и историческата география.
Окупацията на Югославия от Германия през 1941 година прекъсва обучението на Папазоглу и тя става партизанка. Арестувана е и от 1942 до 1943 година е затворена в концентрационен лагер в Баница.
След освобождението си работи две години в Министерствата на информацията и външните работи.
В 1946 година завършва висшето си образование във Философския факултет и от 1947 година започва академична кариера в катедрата по антична история в Белградския университет. В 1955 година защитава докторат на тема „Македонските градове през римския период“. В 1965 година става редовен професор. Член е на редакторския екип на списанието „Жива антика“ от основаването му в 1951 година.
На 21 март 1974 година Папазоглу става член кореспондент на Сръбската академия на науките и изкуствата, а на 15 декември 1983 година – редовен член. От 1982 година е почетен доктор на Сорбоната. Член-кореспондент е на Немския археологически институт и почетен член на гръцката Филологическа асоциация „Парнас“.
В Белградския университет Папазоглу се запознава и се жени за видния югославски византолог от руски произход Георгий Острогорски (1902–1976), с когото имат дъщеря Татяна и син Александър.
В 1979 година Папазоглу се пенсионира. Умира в 2001 година в Белград.

## Трудове
- Македонски градови у римско доба Архив на оригинала от 2024-01-28 в Wayback Machine., Скопје, 1957.
- The Central Balkan Tribes in the pre-Roman times. Triballi, Autariatae, Dardanians, Scordisci and Moesians. Amsterdam Adolf M. Hakkert, 1978